# Фарска Острва
Фарска Острва (преведено на срп. Овчија острва; фск. Føroyar, дан. Færøerne), представљају једну од три конститутивне територије Данског краљевства са високим степеном аутономије (изузетак је одбрана и спољна политика). Фарска Острва имају сопствене представнике у Нордијском савету.
Фарска Острва чини група од 18 већих острва смештених између северног Атлантика и Норвешког мора укупне површине 1.400 km².
Традиционално су тесно повезана са Исландом, Шетландским острвима, Оркнијским острвима, Хебридима и Гренландом. Архипелаг се од Норвешке одвојио 1814. године.

## Историја
Рана историја острва није баш најјаснија. Према локалној легенди, Фарејинга саги (Færeyinga Saga), досељеници који су напустили Норвешку због тираније норвешког краља Харалда Лепокосог населили су острва почетком деветог века. Такође постоје докази о доласку Ирских монаха у деветом веку, који су довели са собом овце. Почетком 11. века Сигмунд, чија је породица насељавала јужна острва, послат је из Норвешке да придобије власт на острвима у име краља Улава Тригвасона, краља Норвешке. Он је донео са собом хришћанство, иако је касније убијен, норвешка доминација над острвима се одржала. Норвешка контрола се наставила до 1380, када је Норвешка ушла у унију са Данском, која се касније претворила у дуплу монархију Данска-Норвешка. Реформација цркве је дошла на острва 1538. године. Када је Данска напустила Норвешку споразумом у Килу 1814, Данска је задржала власт на Фарским острвима.
Монопол у трговини на острвима је укинут 1856. Од тада, земља развија самосталну риболовну поморску флоту. 1888. се пробудила национална свест становника острва око борбе за фарски језик. После 1906. све више се јављала национална свест код становника појавом политичких партија на острвима.
12. априла 1940, Фарска острва је окупирала Британска војска после инвазије Данске од стране нацистичке Немачке. Војска је дошла на острва да би спречила евентуални покушај Немаца да окупирају и Фарска острва. 1942—43, Британски краљевски инжењери саградили су једини аеродром на острвима, Вагар аеродром. После рата је враћена контрола Данске над острвима, али је 1948. године дата локална аутономија, дајући острвима велику локалну аутономију. Фарска острва су одбила да заједно са Данском уђу у Европску економску заједницу (садашњу Европску унију) 1973. године. Острва су доживела економску кризу пропадањем рибарске индустрије почетком 1990-их и од тада улажу доста напора у промени привреде острва.

## Географија
Фарска острва су група од 18 острва, западно од северне Европе, између Норвешкога мора и северног Атлантског океана, на пола пута између Норвешке и Исланда. Координате су 62° 00′ N 06° 47′ W / 62.000° С; 6.783° З. Површина острва износи 1.399 km², укључујући реке и језера, са обалом од 1.117 km. Једино ненасељено острво је Литла Димун.
Генерално, Фарска острва имају хладније лето и благу зиму, углавном је увек облачно, честе су појаве магле и доста је ветровито. Иако је северна земља, због Голфске струје клима је амелиоратедна. Острва су претежно стрма и без вегетације. Фарска острва имају најстрмије морске литице у Европи. Најнижа тачка је 0, док је највиша 882 m изнад мора. Због литица градња саобраћајница је отежана, па је тек однедавно почела изградња тунела.
- Списак острва Фарских Острва

## Политика
острва су административно подељена на 34 општине са око 120 градова и села. Традиционално, такође постоје и 6 регија (sýslur): 
- - чини га острво Ејстуројар. 5 чланова парламента се бира.
- (у преводу значи "Северна острва") - чине острва: Бордој, Фуглој, Калсој, Куној, Свиној и Видар. 4 члана парламента се бира.
- - острво Сандој, Литла Димун, Скувој, Стрејмојар. 2 члана парламента се бирају.
- је подељено на:
  -  - северни Стрејмој. 2 члана парламента се бирају.
  -  - јужни Стрејмој, Хестур, Колтур и Нолсој. 8 чланова парламента се бирају.
- - Судурој. 4 члана парламента се бирају.
- - чине острва Вагар и Микинес. 2 члана парламента се бирају.

Данас се избори одржавају на општинском нивоу, на националном (за фарски парламент Løgting), као и за Дански парламент Folketing. За фарски парламент постоји 7 изборних јединица, подељених на регије (6), док је Стрејмој подељен на северни и јужни део (Торсхавн регија).
Влада на Фарским острвима има законодавну власт за питања од локалног значаја. Премијер (председник владе) се зове Løgmaður, док се остали министри зову landsstýrismaður

### Однос Фарских острва и Данске
Споразумом у Килу 1814. године је укинута унија Данске и Норвешке. Норвешка је припала Краљевини Шведској, али су Фарска острва, Исланд и Гренланд остала у поседу Данске. Због тога, парламент на острвима је укинут 1816, где су Фарска острва била под управом Данске (исти статус као и општине по Данској). 1851. године, парламент је поново уведен, али је више имао улогу саветодавног тела до 1948. године.
После Другог светског рата, један део становништва је био за независност од Данске. 14. септембра 1946. одржани су локални избори са питањем око статуса острва. Избори нису били референдум, пошто парламент није био обавезан да призна мишљење грађана. То је био први пут да се становништво Фарских острва пита да ли фаворизују независност или желе и даље да буду део Краљевине Данске. Исход гласања је показао да, за танку већину, становници острва желе независност. Међутим, пре него што су могли донети одлуку, коалиција на власти је пала, па су се морали одржати нови избори неколико месеци касније. Нову коалицију која је дошла на власт су чиниле странке које су биле за то да острва остану део Краљевине. Уместо независности направљен је компромис: у парламенту је донесен закон о самоуправи (аутономији), који је ступио на снагу 1948. године. Фарским острвима је дата велика аутономија, док Данска даје годишње субвенције.
Становници Фарских острва су данас изједначени око питања независности. У оба блока владају разна мишљења. Неки од оних који фаворизују независност мисле да независност треба да буде „преко ноћи“, док други мисле да независност треба да добију постепено у сарадњи са данском владом. Унионисти поздрављају све већи степен аутономије острва задржавајући везе са Данском.

### Однос Фарских острва и ЕУ
Фарска острва нису део Европске уније, што се експлицитно напомиње у Римском споразуму. Протокол о пријему Данске у Европску заједницу напомиње да се држављани Данске који живе на Фарским острвима не сврставају у држављане Данске. Одатле следи да дански држављани који живе на Фарским острвима нису држављани Европске уније (иако, други држављани земаља чланица који живе на острвима јесу држављани ЕУ-а). Фарска острва нису део Шенгенског споразума.

## Привреда
После велике економске кризе на почетку 1990-их, која је дошле услед лоших улова и лошег управљања, Фарска острва су се вратила на прави пут. Незапосленост је 1998. била 5%, а 2006. је сведена на 3% (једна од најмањих у Европи). Ипак, због потпуне зависности од риболова, привреда је и даље рањива. Становници се надају да ће изградња нових постројења за прераду рибе допринети јачању привреде. Изворишта нафте око острва дају наду за опоравак привреде.
Од 2000, започети су нови пројекти у информационим технологијама и пословању ради подстицања нових улагања. Резултати ових пројеката су непознати, али постоји нада да ће донети квалитетнију тржишну привреду на острва.
Мала незапосленост, међутим, не значи да се економска ситуација на острву побољшава. Много младих се након завршетка студија пресели у Данску или друге европске земље. Због тога на острвима остаје претежно старије становништво, од којег већи део нема одговарајуће знање у области информационих технологија (IT).
- БДП-ППП : 1 милијарда $.
- БДП — стварни раст: 10% (2001 пред.)
- БДП — по становнику: ППП — 22.000 $ (2001 пред.)

## Саобраћај
Аеродром Вагар је једини аеродром у земљи. Због планинског рељефа и релативно мале површине Фарских острва, није могућ саобраћај са много земаља света. Око 80% становништва је повезано тунелима испод океана, мостовима што спајају три највећа острва и три већа острва на северу, док су два велика острва на југу повезана брзим и модерним трајектима. 458 km добрих путева повезују свако село, сем на седам мањих острва, који имају по једно село на острву.

## Становништво
Већина становништва чини фарски народ, германског порекла. Фарски језик, као и дански, говори цела земља. Већина Фарана говори течно и енглески, нарочито становништво из већих места и млађи, који уче енглески у школама.
Становништво острва је раширено по целој земљи и до пре неколико деценија урбанизација није била присутна. Индустријализација земље је била децентрализована, па је и становништво остало рурално. Међутим, привреда села са лошим лукама и неповољним локацијама је била жртва модернизације, јер у некадашњим пољопривредним деловима нема младих људи. Делови као што су: (Fugloy), (Svínoy), (Mykines), (Skúvoy) и (Dímun), лоше су повезани са остатком земље, због непредвидивих временских прилика које могу зауставити саобраћај.

## Управна подела
Погледати: Управна подела Фарских острва
Управно, острвље је подељено на 30 општина (фск. kommunur), које се потом деле на 120 насељених места.
Историјски, постоји 6 области (фск. sýslur): Нордојар, Ејстурој, Стрејомој, Вагар, Сандој и Судурој. Раније су области имале и своје „пролећне скупштине“, а данас су више церемонијалног облика.

## Религија
Религија на Фарским острвима је део лутеранског покрета. Друга религија по заступљености је баптистичка заједница. Фарска острва, која се налазе између Шкотске и Исланда, су делом била под влашћу Данске, и као таква, дуго су практиковала исту религију као и Данци.
Према службеним статистикама из 2002. године, 84,1% су верници државне цркве "Фарске народне цркве" (Fólkakirkjan), лутеранске цркве.
Хришћанство је дошло на острво око 1000. године. На почетку под Норвешке, Фарска острва су припала Данској 1523. Задњи католички бискуп (Амундур Олавсон) је замењен са првим лутеранским бискупом, Jens Gregersøn Riber 1540. године.
Према легенди, краљ Норвешке је рекао Сигмунду да оде бродом на Фарска острва. Сигмунд је рекао да морају 18 острва (која чине Фарска острва) начини хришћанским, што је и урадио према легенди. Овај догађај се наводно десио око 1000. године, али прва католичка црква је основана тек око 1100. године.

## Култура
Фарска острва имају специфичну културу, али има и елементе култура Норвешке, Исланда и Данске.

### Нордијска кућа на Фарским острвима
Нордијска кућа на Фарским острвима је најважнија културна институција. За циљ има промоцију нордијске и фарске културе, што локално, што у другим нордијским земљама. Ерлендур Патурсон (1913—1986), фарски члан Нордијског савета, дао је идеју за изградњу такве установе на острву. Конкурс је одржан 1977. године и било је 158 пријављених радова. Изабран је рад Оле Срена из Норвешке и Колбруне Рагнарсдотир са Исланда. Држећи се традиције, архитекте су замислиле да зграда има облик куће вилењака. Зграда је данас једна од најлепших у Скандинавији. Кућа је отворена у Торсхавну 1983. године. 
Нордијска кућа је под управом културне организације под патронатом Нордијског савета министара. Нордијском кућом управља комитет од 8 чланова, 3 са Фарских острва и 5 из других земаља Скандинавије. Директора куће одређује комитет на период од 4 године.

### Научна студије
Научне студије су започете 1952. са циљем промоције и сарадње у свим пољима образовања, чувања научне литературе и објављивања резултата истраживања вршених на Фарским острвима. Годишње се објави Fróðskaparrit. Истраживачки рад води Универзитет Фарских острва који је и једина установа високог образовања на острвима.

### Традиционална храна
Традиционална храна на Фарским острвима се углавном састоји од меса и кромпира, а мање од свежег поврћа. Овчетина је основни састојак за пуно јела, на острвима који носе назив Овчија острва. Карактеристична је и употреба меса и сала китова које се добија традиционалним китокољем grindadráp, што редовно изазива контроверзе на међународном нивоу.